# Kikiriki (biljni rod)
Kikiriki (lat. Arachis), biljni rod iz porodice mahunarki raširen po Južnoj Americi, dok je njezina glavna vrsta Arachis hypogaea uvezena po ostalim kontinentima. Postoji preko 80 vrsta.

## Vrste
1. Arachis appressipila Krapov. & W.C.Greg.
2. Arachis archeri Krapov. & W.C.Greg.
3. Arachis batizocoi Krapov. & W.C.Greg.
4. Arachis benensis Krapov., W.C.Greg. & C.E.Simpson
5. Arachis benthamii Handro
6. Arachis brevipetiolata Krapov. & W.C.Greg.
7. Arachis burchellii Krapov. & W.C.Greg.
8. Arachis burkartii Handro
9. Arachis cardenasii Krapov. & W.C.Greg.
10. Arachis chiquitana Krapov., W.C.Greg. & C.E.Simpson
11. Arachis correntina (Burkart) Krapov. & W.C.Greg.
12. Arachis cruziana Krapov., W.C.Greg. & C.E.Simpson
13. Arachis cryptopotamica Krapov. & W.C.Greg.
14. Arachis dardani Krapov. & W.C.Greg.
15. Arachis decora Krapov., W.C.Greg. & Valls
16. Arachis diogoi Hoehne
17. Arachis douradiana Krapov. & W.C.Greg.
18. Arachis duranensis Krapov. & W.C.Greg.
19. Arachis giacomettii Krapov., W.C.Greg., Valls & C.E.Simpson
20. Arachis glabrata Benth.
21. Arachis glandulifera Stalker
22. Arachis gracilis Krapov. & W.C.Greg.
23. Arachis gregoryi C.E.Simpson, Krapov. & Valls
24. Arachis guaranitica Chodat & Hassl.
25. Arachis hassleri Krapov., Valls & C.E.Simpson
26. Arachis hatschbachii Krapov. & W.C.Greg.
27. Arachis helodes Mart. ex Krapov. & Rigoni
28. Arachis hermannii Krapov. & W.C.Greg.
29. Arachis herzogii Krapov., W.C.Greg. & C.E.Simpson
30. Arachis hoehnei Krapov. & W.C.Greg.
31. Arachis hypogaea L.
32. Arachis interrupta Valls & C.E.Simpson
33. Arachis ipaensis Krapov. & W.C.Greg.
34. Arachis jacobinensis Valls & C.E.Simpson
35. Arachis kempff-mercadoi Krapov., W.C.Greg. & C.E.Simpson
36. Arachis krapovickasii C.E.Simpson, D.E.Williams, Valls & I.G.Vargas
37. Arachis kretschmeri Krapov. & W.C.Greg.
38. Arachis kuhlmannii Krapov. & W.C.Greg.
39. Arachis lignosa (Chodat & Hassl.) Krapov. & W.C.Greg.
40. Arachis linearifolia Valls, Krapov. & C.E.Simpson
41. Arachis lutescens Krapov. & Rigoni
42. Arachis macedoi Krapov. & W.C.Greg.
43. Arachis magna Krapov., W.C.Greg. & C.E.Simpson
44. Arachis major Krapov. & W.C.Greg.
45. Arachis marginata Gardner
46. Arachis martii Handro
47. Arachis matiensis Krapov., W.C.Greg. & C.E.Simpson
48. Arachis microsperma Krapov., W.C.Greg. & Valls
49. Arachis monticola Krapov. & Rigoni
50. Arachis nitida Valls, Krapov. & C.E.Simpson
51. Arachis oteroi Krapov. & W.C.Greg.
52. Arachis palustris Krapov., W.C.Greg. & Valls
53. Arachis paraguariensis Chodat & Hassl.
54. Arachis pflugeae C.E.Simpson, Krapov. & Valls
55. Arachis pietrarellii Krapov. & W.C.Greg.
56. Arachis pintoi Krapov. & W.C.Greg.
57. Arachis porphyrocalyx Valls & C.E.Simpson
58. Arachis praecox Krapov., W.C.Greg. & Valls
59. Arachis prostrata Benth.
60. Arachis pseudovillosa (Chodat & Hassl.) Krapov. & W.C.Greg.
61. Arachis pusilla Benth.
62. Arachis repens Handro
63. Arachis retusa Krapov., W.C.Greg. & Valls
64. Arachis rigonii Krapov. & W.C.Greg.
65. Arachis schininii Krapov., Valls & C.E.Simpson
66. Arachis seridoensis Valls, C.E.Simpson, Krapov. & R.Veiga
67. Arachis sesquijuga Valls, L.C.Costa & Custodio
68. Arachis setinervosa Krapov. & W.C.Greg.
69. Arachis simpsonii Krapov. & W.C.Greg.
70. Arachis stenophylla Krapov. & W.C.Greg.
71. Arachis stenosperma Krapov. & W.C.Greg.
72. Arachis subcoriacea Krapov. & W.C.Greg.
73. Arachis submarginata Valls, Krapov. & C.E.Simpson
74. Arachis trinitensis Krapov. & W.C.Greg.
75. Arachis triseminata Krapov. & W.C.Greg.
76. Arachis tuberosa Bong. ex Benth.
77. Arachis valida Krapov. & W.C.Greg.
78. Arachis vallsii Krapov. & W.C.Greg.
79. Arachis veigae S.H.Santana & Valls
80. Arachis villosa Benth.
81. Arachis villosulicarpa Hoehne
82. Arachis williamsii Krapov. & W.C.Greg.